# Apurtu.org
Apurtu.org fue un medio de comunicación digital de Navarra, España fundado en 2007 para «evidenciar la vulneración de derechos humanos, civiles y políticos de los presos políticos que se estaban dando tanto en las prisiones como fuera de ellas». La Audiencia Nacional comenzó a prohibir algunos actos políticos y citaron en varios autos Apurtu.org como una web del entorno de ETA.
En 2011, la Audiencia Nacional ordenó una operación policial en la que se requisa material de la web y se detiene a varios de sus miembros. Fueron acusados de ser el aparato propagandístico de Askatasuna y enaltecimiento del terrorismo por cubrir actos de apoyo de presos de ETA. Miguel Ángel Llamas acusado de ser el responsable de la web fue ingresado en prisión donde pasó 18 meses hasta julio de 2012.
Tras el cierre de Apurtu.org, un grupo de periodistas abrieron un nuevo medio, Ateak Ireki, para continuar con la labor que quedó interrumpida con su cierre. El nuevo medio comenzó a incluir contenidos de mayor alcance, cubriendo otros tipos de protestas. El 11 de noviembre de 2013 se cerró Ateak Ireki por un informe de la Guardia Civil, al considerarlo sucesor de Apurtu.org. El 22 de noviembre la Audiencia Nacional se archivó el caso del cierre de Apurtu.org y se presentó un recurso en el caso de Ateak Ireki, que no ha sido resuelto.
En 2014, periodistas de los anteriores proyectos abrieron el nuevo medio Ahotsa.info.